# 直弘龍治
直弘 龍治（なおひろ りゅうじ、1978年10月1日 - ）は、日本の男子ビーチバレーボール選手、元インドアバレーボール選手。グランビーズ広島所属。

## 来歴
広島県広島市出身。広島市立落合中学校卒業。広島県立広島工業高等学校入学後、野球部に入部するもすぐに退部する。その後、バレーボール部に入部した。バレーを始めたのはこのときからである。
1997年、東亜大学へ進学。1999年3年の時、ユニバーシアード（パルマ・デ・マヨルカ大会）に出場し、準優勝に貢献した。
2001年、JTサンダーズに入団。同期に宮下雅寛。同年のワールドリーグ広島大会で初の全日本代表入り。2006年、全日本代表に選出され、2006年世界選手権に出場。2006/07シーズンには日本人最多タイ記録となる455得点を叩きだした。2007年の黒鷲旗大会ではベスト6に選出。同年の天皇杯・皇后杯全日本バレーボール選手権大会制覇に貢献した。2010年にJTを退団。
2013年、安芸郡坂町を拠点にビーチバレーおよびバレーのジュニア世代を育成する「グランビーズ広島」を設立、以降ビーチバレーJBVツアーに参入している。

## 球歴
- 全日本代表 - 2001年、2004-2007年
  - 世界選手権 - 2006年
  - ワールドリーグ - 2001年、2005年、2007年

## 受賞歴
- 2007年 - 第56回黒鷲旗全日本男女選抜大会 ベスト6

## 参考資料
- Vリーグ 公式プロフィール - ウェイバックマシン（2012年3月29日アーカイブ分）
- JT公式プロフィール - ウェイバックマシン（2006年9月3日アーカイブ分）